# 東家美
東家 美（あずまや みつ、1981年2月4日 - ）は、浪曲の曲師（浪曲三味線）。夫は浪曲師の東家一太郎。一太郎と師匠である伊丹秀敏（浜乃一舟）の相三味線を務める。

## 来歴
千葉県船橋市出身。2009年3月から日本浪曲協会主催の浪曲三味線教室で三味線を習い始め、2012年3月に曲師伊丹秀敏に弟子入りする。
2013年2月、文化庁主催 「第2回集まれ! 次世代の表現者たち 選抜公演」に選抜されて出演した。
2013年6月、浅草木馬亭での東家一太郎年季明け披露の翌日、一太郎と結婚。本格的に一太郎の相三味線となる。
2018年11月、東家一太郎の第73回文化庁芸術祭新人賞受賞公演である「いち・かい 第7弾 浪曲の明日」にて師匠伊丹秀敏と二挺三味線を務める。